# Vanessa Veracruz
Vanessa Veracruz (Valle de San Fernando, California; 6 de diciembre de 1987) es una actriz pornográfica estadounidense.

## Biografía
Antes de trabajar en la industria pornográfica, Veracruz trabajó de gerente en un centro de atención urgente. Combinó este trabajo con otro de asistente médico y sus estudios de enfermería. Poco a poco empezó a interesarse por el mundo de los modelos para adultos, y acabó entrando como actriz porno en la industria en 2011.
Aunque Veracruz se declara abiertamente bisexual, ha destacado por sus actuaciones casi en exclusiva de sexo lésbico, como en su debut cinematográfico Hot and Mean 4, Fuck The Police o Girls Kissing Girls 19.
En 2015 debutó como directora, actuando también, con la película de temática lésbica Living on Fantasy Lane.
Ha trabajado en más de 380 películas como actriz.

## Premios y nominaciones
| Año  | Ceremonia         | Resultado | Premio                                   | Trabajo              |
| ---- | ----------------- | --------- | ---------------------------------------- | -------------------- |
| 2013 | Premios AVN       | Nominada  | Mejor escena de masturbación             | Dirty Little Secrets |
| 2013 | Sex Awards        | Nominada  | Sexiest Adult Star                       | —                    |
| 2014 | The Fannys        | Nominada  | Ethnic Performer of the Year             | —                    |
| 2015 | Premios AVN       | Nominada  | Artista lésbica del año                  | —                    |
| 2015 | Premios AVN       | Nominada  | Premio fan: Mejores pechos               | —                    |
| 2015 | Premios XBIZ      | Nominada  | Artista lésbica del año                  | —                    |
| 2016 | Premios AVN       | Nominada  | Artista lésbica del año                  | —                    |
| 2016 | Premios AVN       | Nominada  | Mejor escena de sexo lésbico en grupo    | Business of Women    |
| 2016 | Premios XBIZ      | Ganadora  | Artista lésbica del año                  | —                    |
| 2016 | Premios XBIZ      | Nominada  | Mejor actriz en película lésbica         | Business of Women    |
| 2016 | Premios XRCO      | Nominada  | Mejor artista lésbica                    | —                    |
| 2017 | Premios AVN       | Nominada  | Artista lésbica del año                  | —                    |
| 2017 | Premios AVN       | Nominada  | Premio fan: Estrella mediática           | —                    |
| 2017 | Premios XBIZ      | Nominada  | Artista lésbica del año                  | —                    |
| 2017 | Premios XRCO      | Nominada  | Mejor artista lésbica                    | —                    |
| 2018 | Premios AVN       | Nominada  | Artista lésbica del año                  | —                    |
| 2018 | Premios AVN       | Nominada  | Premio fan: Estrella mediática           | —                    |
| 2018 | Spank Bank Awards | Nominada  | Queen of Cunnilingus                     | —                    |
| 2018 | Premios XRCO      | Nominada  | Mejor artista lésbica                    | —                    |
| 2018 | Premios XBIZ      | Nominada  | Artista lésbica del año                  | —                    |
| 2018 | Premios XBIZ      | Nominada  | Mejor escena de sexo en película lésbica | Modern Romance       |
| 2019 | Premios XBIZ      | Nominada  | Artista lésbica del año                  | —                    |